# Обер-Мёрлен
Обер-Мёрлен (нем. Ober-Mörlen) — община в Германии, в земле Гессен. Подчиняется административному округу Дармштадт. Входит в состав района Веттерау. Население составляет 5813 человек (на 31 декабря 2010 года). Занимает площадь 37,65 км².
Община подразделяется на 2 сельских округа.

## Население
| Год  | Численность | Численность |
| ---- | ----------- | ----------- |
| 2017 | 5740        | [ 1 ]       |
| 2019 | 5740        | [ 4 ]       |
| 2021 | 5781        | [ 5 ]       |
| 2022 | 5847        | [ 6 ]       |
| 2023 | 5849        | [ 2 ]       |